# Данилова Галина Едуардівна
Галина Едуардівна Данилова (нар.. 2 травня 1968, Йошкар-Ола, Російська РСФСР) — російська актриса театру і кіно.
Внесена до «чистилища» бази «Миротворець».

## Життєпис
Народилася 2 травня 1968 року в Йошкар-Олі. Юність провела в селищі Юдино та місті Казань.
В школі не пропускала жодної театральної постановки, завжди грала головні ролі. Після закінчення середньої школи вступила вдо Казанського театрального училища. У 1989 році переїхала до Москви і стала актрисою театру «Сатирикон», в якому грала до 2005 року.

## Громадська позиція
Галина Данилова свідомо порушила державний кордон України з метою проникнення до окупованого Росією Криму. 16 жовтня 2017 року вона разом з іншими акторами незаконно гастролювала у Севастополі. В театрі імені А. В. Луначарського вона грала у спектаклі «Любовний приворот».

## Театральні роботи
Театральні роботи:
- «Тригрошова опера»
- «Жак та його пан»
- «Естремадурські вбивці»
- «Багдадський злодій»
- «Ворожка або сеанс любовної магії»
- «Будьте здорові, месьє»
- «Жінки в пошуках кохання»

## Фільмографія
| Рік  |   | Назва                 | Роль                    |
| 2005 | ф | Ой, мороз, мороз!     | мама                    |
| 2006 | ф | Хробак                | мати Сергія             |
| 2008 | ф | Звідки беруться діти? | попутниця з дитиною     |
| 2008 | ф | Тариф «Новорічний»    | злісна тітка в автобусі |
| 2010 | ф | Ялинки                | подруга Юлії            |
| 2011 | ф | Москва – не Москва    | Ніна, дружина Зотова    |

## Телебачення
- 2005 — Дорога передача
- 2006—2014 — 6 кадрів[8]
- 2006 — Кадетство — мати суворовця Андрія Левакова
- 2006 — Хто в домі господар? — Жанна Петрівна
- 2006—2008 — Щасливі разом — Зінаїда Андріївна
- 2007 — Захист проти — Валентина Федорівна
- 2008 — Татусеві дочки — Галина Сергіївна, мати Полежайкіних
- 2008 — Провінціалка — Марія Ладова
- 2008 — Крок за кроком — Катя, дружина Віті
- 2010 — Основна версія — Ельвіра Миколаївна Прибиловська
- 2011 — Дівоче полювання — Жанна Молчанова
- 2011 — Єралаш (випуск № 260 «Джерело знань»)
- 2013 — Любить — не любить — Людмила Борисівна, мама Лелі
- 2019 — Доля людини — гостя

Повинна була зіграти роль Тамари Кожемятько в серіалі «Татусеві дочки», але відмовилася від участі в проекті на користь серіалу «Крок за кроком», робота в якому відрізнялася головною роллю і великим прибутком. Згодом знялася в «Татусевих дочках», але в ролі Галини Полежайкіної.